# Ângela Gutiérrez
Ângela Maria Rossas Mota de Gutiérrez (Fortaleza, 23 de janeiro de 1945) é uma professora e escritora brasileira, membro e presidente da Academia Cearense de Letras.

## Biografia
Ângela Gutiérrez, como é conhecida, nasceu no casarão de seu bisavô, Tomás Pompeu, em Fortaleza e aqui sempre viveu. Seu avô, o médico Dr. César Rossas, e sua tia-avó, a Dra. Menininha Cavalcante, ajudaram-na a vir ao mundo. É filha de Luciano Cavalcante Mota e de Angela Laís Pompeu Rossas Mota. Seu pai foi seu guia na literatura e nas artes.
Fez curso de Letras e mestrado em Educação na Universidade Federal do Ceará, e defendeu a dissertação O Caráter Reprodutor do Ensino de Literatura Brasileira nos Cursos de Letras; e doutorado na Universidade Federal de Minas Gerais com a tese: Vargas Llosa e o romance possível da América Latina. É professora do Departamento de Literatura, fundadora e primeira coordenadora do Programa de Pós-Graduação em Letras, da UFC. Foi diretora da Casa de José de Alencar e do Instituto de Cultura e Arte da UFC-ICA, que congregam e administram os órgãos e equipamentos culturais, cursos e projetos na área de arte da instituição.
Romancista, ensaísta, conferencista e poetisa é autora de inúmeros trabalhos literários publicados em revistas especializadas.
Seu primeiro romance, O mundo de Flora, publicado em 1990, com segunda edição em 2007, foi agraciado com o Prêmio Estado do Ceará. O livro de poesias Canção da menina, 1997, que no dizer da autora, inclui uma “coletânea de poemas, escritos despretensiosamente, da juventude à maturidade, ao toque da inspiração”, recebeu os melhores elogios, entre eles do Príncipe dos Poetas Cearenses, acadêmico Artur Eduardo Benevides.
Ingressou na Academia Cearense de Letras no dia 7 de outubro de 1997, ocupa a vaga deixada pelo acadêmico Geraldo Fontenelle, cadeira número 18, cujo patrono é Moura Brasil. É membro da atual diretoria da ACL exercendo o cargo de Diretora Cultural. É membro da ACL (a mais antiga do Brasil, fundada por seu bisavô, Tomás Pompeu, em 1894) e da Associação Brasileira de Bibliófilos.
É casada desde muito jovem com o médico Oswaldo Gutiérrez, nefrologista e professor da Faculdade de Medicina da UFC.
É pesquisadora, especialmente sobre três temas: a literatura relacionada a Canudos (Os sertões e a ficção canudiana), a obra do escritor Mario Vargas Llosa e a obra de José de Alencar.
Em 2019, foi notícia nacional após se tornar a primeira mulher a presidir a Academia Cearense de Letras.

## Obras
- O Mundo de Flora, (1990),[20]
- Vargas Llosa e o Romance Possível da América Latina, (1996),[21]
- Canção da Menina, (1997),
- Avis Rara, (2001),
- Iracema, Lenda do Ceará, (2005), com Sânzio de Azevedo, comemorando os 140 anos de publicação do romance de José de Alencar.
- Luzes de Paris e o Fogo de Canudos, (2006),
- O Silêncio da Penteadeira, (2016),[22]

## Homenagens
- Recebeu o Troféu Sereia de Ouro, do Grupo Edson Queiroz, em 2016,[23][24]